# Astenòlit
Un astenòlit és una gran massa de magma, procedent de l'astenosfera (Avui dia, amb l'ajuda de la topografia sísmica, s'ha revelat que tot el mantell terrestre flueix, i l'astenosfera queda descartada per innecessària i, per tant, inexistent. Tot i això, encara s'utilitza aquest terme en llibres de ciència.) o formada localment a la litosfera o, que puja cap a la superfície. Aquest moviment subministraria l'energia que requereix l'orogènesi, podent provocar bombament del terreny.
El paper exercit pels astenòlits, forma part de la teoria de les undacions, per la qual es podrien haver generat serralades a causa de l'ascens d'astenòlits.